# Acrocomia aculeata
El mbocayá, palmell de vi, grugru, coyul o nou del Paraguai (Acrocomia aculeata) és una planta de la família de les arecàcies, nativa de Centreamèrica: Belice, Costa Rica, El Salvador, Honduras; el Carib: Antigua i Barbuda, Dominica, Granada, Martinica, Saint Christopher i Nevis, Santa Lucía, Saint Vicent i les Granadines, Trinitat i Tobago; Sud-amèrica: Guyana Francesa, Guyana, Surinam, Veneçuela, Colòmbia, nord-est argentí, Brasil, aquest de Bolívia, el Paraguai.
L'oli de la llavor i la pulpa s'utilitzen en alimentació i en la fabricació de sabons, i presenta molt bones perspectives com cultiu.